# Змиянска везба
Змиянска везба (на сръбски: Змијањски вез) е специфична техника на везба, традиционна практикувана от жените в селата от областта Змияне в Република Сръбска в Босна и Херцеговина. Отличава се с богати орнаменти и сложна техника. През 2014 г. е включена в Представителната листа на ЮНЕСКО на нематериалното културно наследство на човечеството.. Змиянската везба е важна част от традиционната змиянска женска носия.
Характерно за везбата е, че за направата ѝ се използва само един цвят, обикновено черен или тъмносин. Това е и нейната разлика от везбите от другите региона на Босна и Херцеговина, където се използват два или четири цвята. Мотивите са геометрични или геометрично-флорални. Използва се като украса на националната носия на сърбите, сватбени рокли, шалове, дрехи, дори и спално бельо. Социалният статус на жените в селото си проличава по това колко е богата украсата и какви варианти имат шарките на везбата. Знанието за направата на този тип везба се предава устно и с практическа работа. В днешно време жените от региона нерядко носят дрехи със змиянска везба, за да подчертаят своя произход.
Техниката на змиянската везба се формира в средата на XIX век. До началото на XX век тази везба се прави само на тъкани от лен и коноп. От средата на XX век до началото на XXI век змиянската везба се нанася на памучна тъкан. Всеки жена привнася в техниката на везбата нещо свое, навик и умения, предаващи се от поколение на поколение. Съвременния образ на живота и глобализацията могат да поставят този занаят под заплахата от изчезване. Затова се организират различни курсове за обучение по направата на змиянска везба.
Съществуват четири основни техники за змиянска ръчна везба: „прорлак“, „подвлакно“, „пруталачка“ и „кръстачка“ (кръстат бод). От изброените преобладава „кръстачка“ (кръстат бод).